# Giedo Thiry
Giedo Thiry (10 april 1954) is een Belgische sportverslaggever en zakenman.
Giedo Thiry is de zoon van een kruideniersechtpaar uit Zaventem. In de jaren tachtig en negentig speelde hij verschillende rollen in jeugdseries op de Vlaamse openbare televisieomroep BRT, zoals in Merlina, Postbus X en Interflix. In 1980 begon hij als sportverslaggever op Radio 1. Bij de start van Belgacom TV in 2005 maakte hij de overstap naar de televisie en is voor Woestijnvis verslaggever in wedstrijden van de Jupiler League op Belgacom TV.
Giedo Thiry is tevens zaakvoerder van het pers-& communicatiebureau Gi.dee in Gent. Een reclamebureau sterk gespecialiseerd in voeding, sport, reizen en leisure.
In het bureau werkt ook Ineke Thiry die sport- & consumentenpsychologe is. Paul Scotton is de artdirector. Gi.dee neemt vaak freelancemedewerkers zoals journalisten en copywriters, fotografen en grafici, in de arm in functie van de gekregen opdrachten en de te bereiken doelstellingen.
Gi.dee tekent voor de reclame van Beemster, Keurslager, Breydel, Gandaham...